# Ferizli (district)
Ferizli is een Turks district in de provincie Sakarya en telt 23.491 inwoners (2007). Het district heeft een oppervlakte van 134,8 km².
De bevolkingsontwikkeling van het district is weergegeven in onderstaande tabel.
| 1997   | 2000   | 2007   |
| ------ | ------ | ------ |
| 20.428 | 24.383 | 23.491 |